# Người cá (phim 1961)
Người cá (tiếng Nga: Человек-амфибия) là một phiên bản điện ảnh của cuốn tiểu thuyết khoa học viễn tưởng cùng tên của nhà văn Liên Xô Aleksandr Romanovich Belyaev.
Buổi chiếu phim ra mắt được tổ chức vào ngày 3 tháng 1 năm 1962 và đã thu hút được 65,5 triệu lượt người xem.

## Diễn viên
- Anastasia Vertinskaya... Gutiere Baltazar
- Vladimir Korenev... Ikhtyandr Salvator
- Mikhail Kozakov... Pedro Zurita
- Anatoly Smiranin... ông Baltazar
- Nikolai Simonov... Giáo sư Salvator
- Vladlen Davydov... Olsen (phóng viên)
- A.Antonyan
- Anatoly Ivanov
- Valery Kudryashov
- Nikolai Kuzmin
- Mikhail Medvedev
- Yury Medvedev
- A.Nikritina
- A.Orlik
- A.Shaginyan
- Georgy Tusuzov
- Aleksandr Zakharov